# كيفن ستيفنز
كيفن ستيفنز (بالإنجليزية: Kevin Stephens)‏ (28 يوليو 1984 في المملكة المتحدة - ) هو لاعب كرة قدم بريطاني في مركز الدفاع. لعب مع بوريهام وود إف سي ونادي ليتون أورينت ونيوبورت كونتي وهورنتشورتش ونادي تشيلمسفورد وRedbridge F.C. ‏ وبيليريكاي تاون وإنفيلد تاون.

## وصلات خارجية
- كيفن ستيفنز على موقع IMDb (الإنجليزية)

- كيفن ستيفنز على موقع Soccerbase.com (لاعب) (الإنجليزية)